# Manuel Antônio da Fonseca Costa
Manuel Antônio da Fonseca Costa, primeiro e único barão, visconde com grandeza e marquês da Gávea, (Rio de Janeiro, 24 de abril de 1803 — Rio de Janeiro, 13 de junho de 1890) foi um militar brasileiro, chegando ao posto de marechal. Exercia também funções como conselheiro do Exército e comandante-superior da Guarda Nacional.
Filho de Manuel Antônio da Fonseca Costa e de Maria Balbina da Costa Barros. Casou-se com Maria Amália de Mendonça Corte Real, com a qual gerou numerosa descendência, destacando-se João de Sousa da Fonseca Costa, visconde da Penha, e Maria Balbina da Fonseca Costa, casada com José Joaquim de Lima e Silva Sobrinho, conde de Tocantins. Era tio da viscondessa de Fonseca Costa e de Possidônio da Fonseca Costa, primeiro rei de Armas do Império.
Promovido a tenente em 1826, foi promovido sucessivamente até chegar a marechal em 1866. Em 1885 era conselheiro do guerra, ajudante general, veador de Sua Majestade a Imperatriz e presidente da comissão de promoções do Exército.
Recebeu o baronato por decreto de 17 de maio de 1871, o viscondado com honras de grandeza por decreto de 19 de setembro de 1879 e o marquesado por decreto de 16 de maio de 1888.